# Charpente

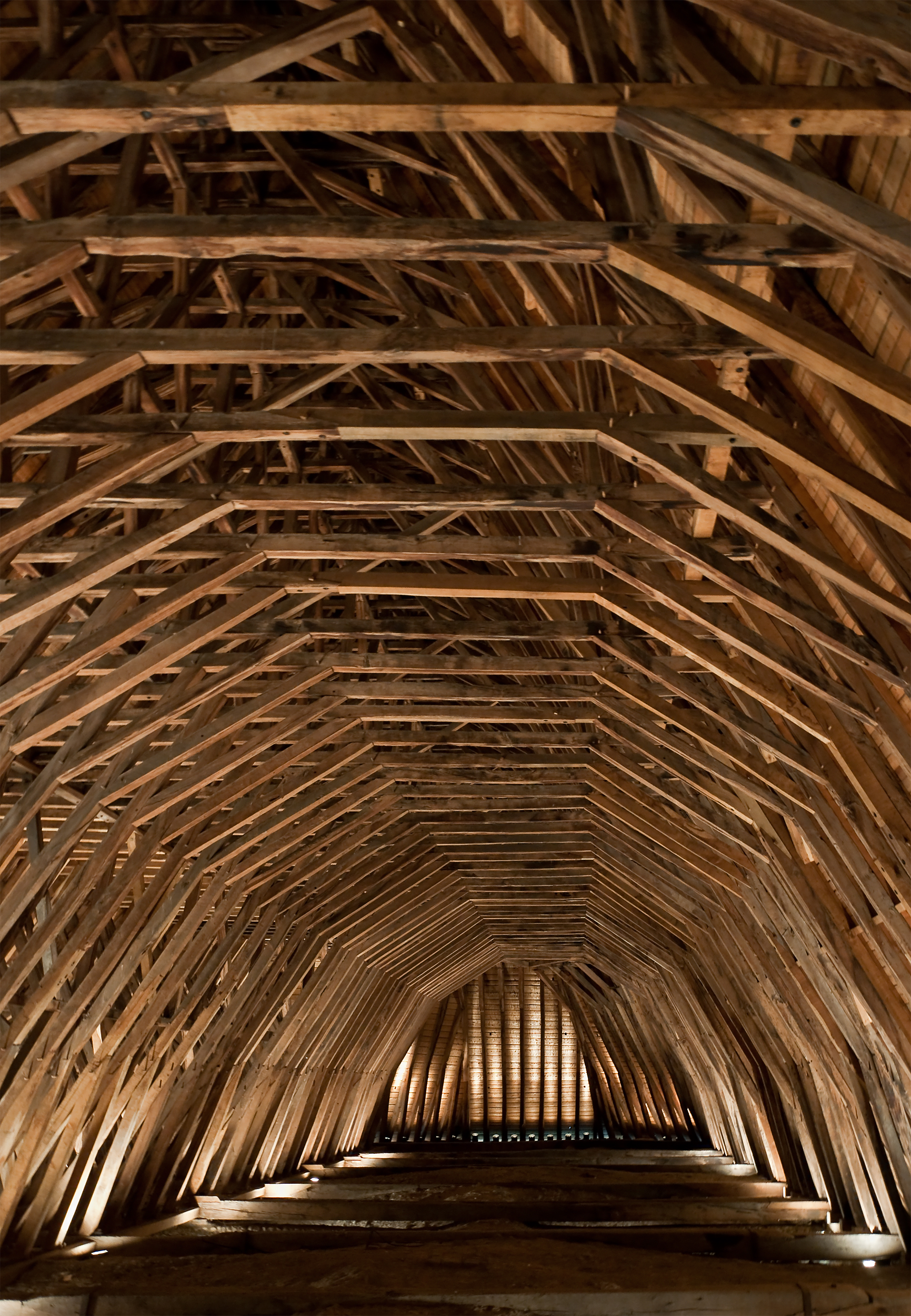
La charpente en bois de cœur de chêne de l'église Saint-Girons à Monein (Pyrénées-Atlantiques).

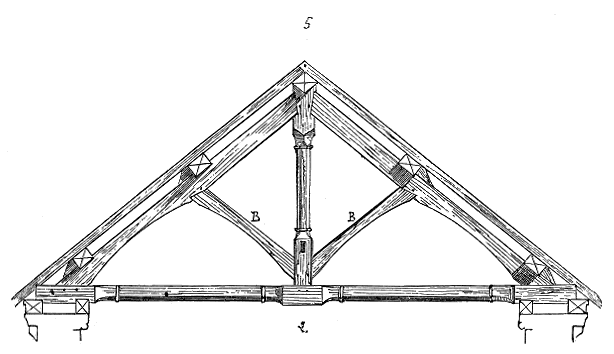
Dessin d'une ferme de charpente traditionnelle.

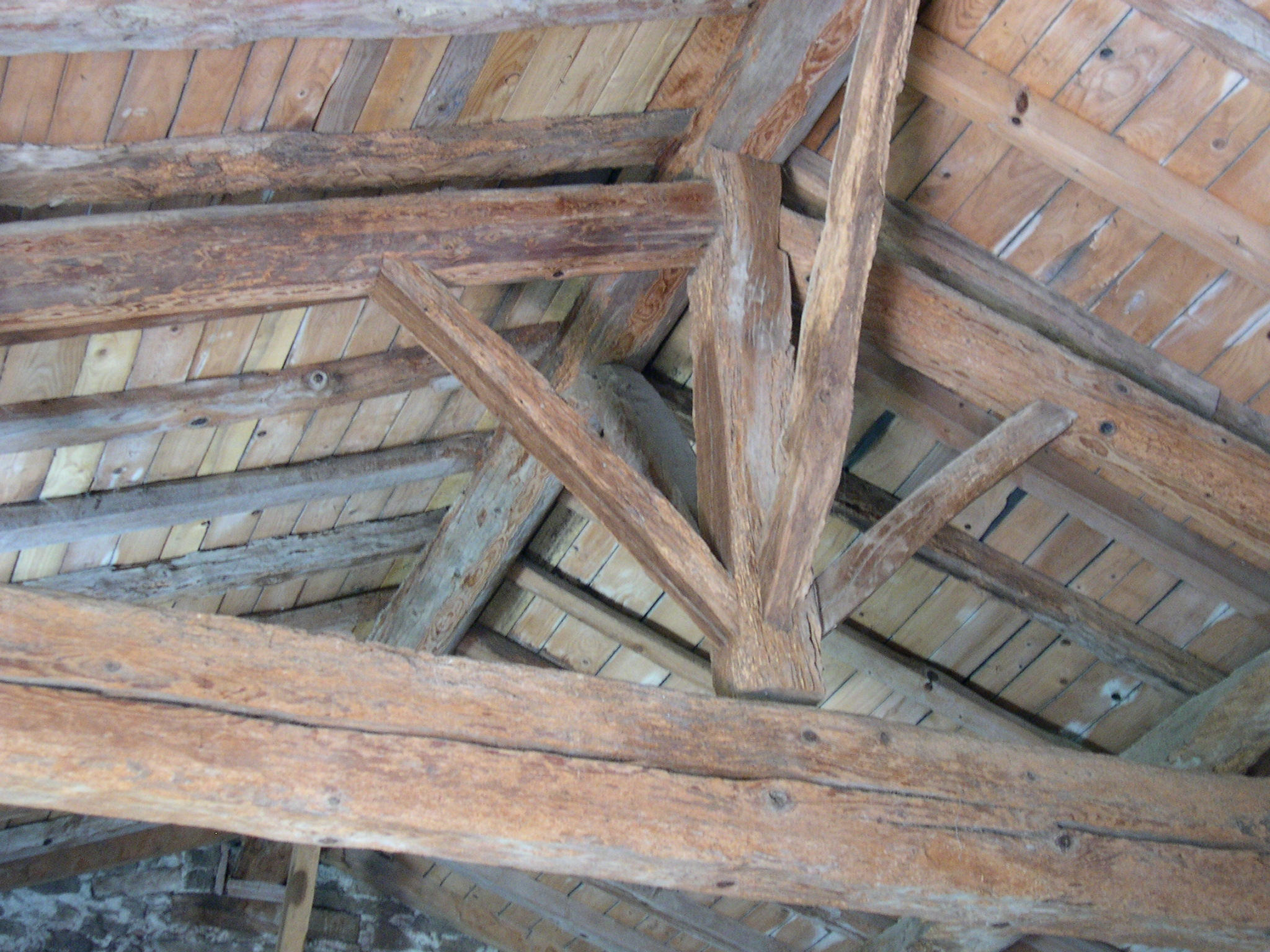
Détail d'une ferme de charpente traditionnelle.

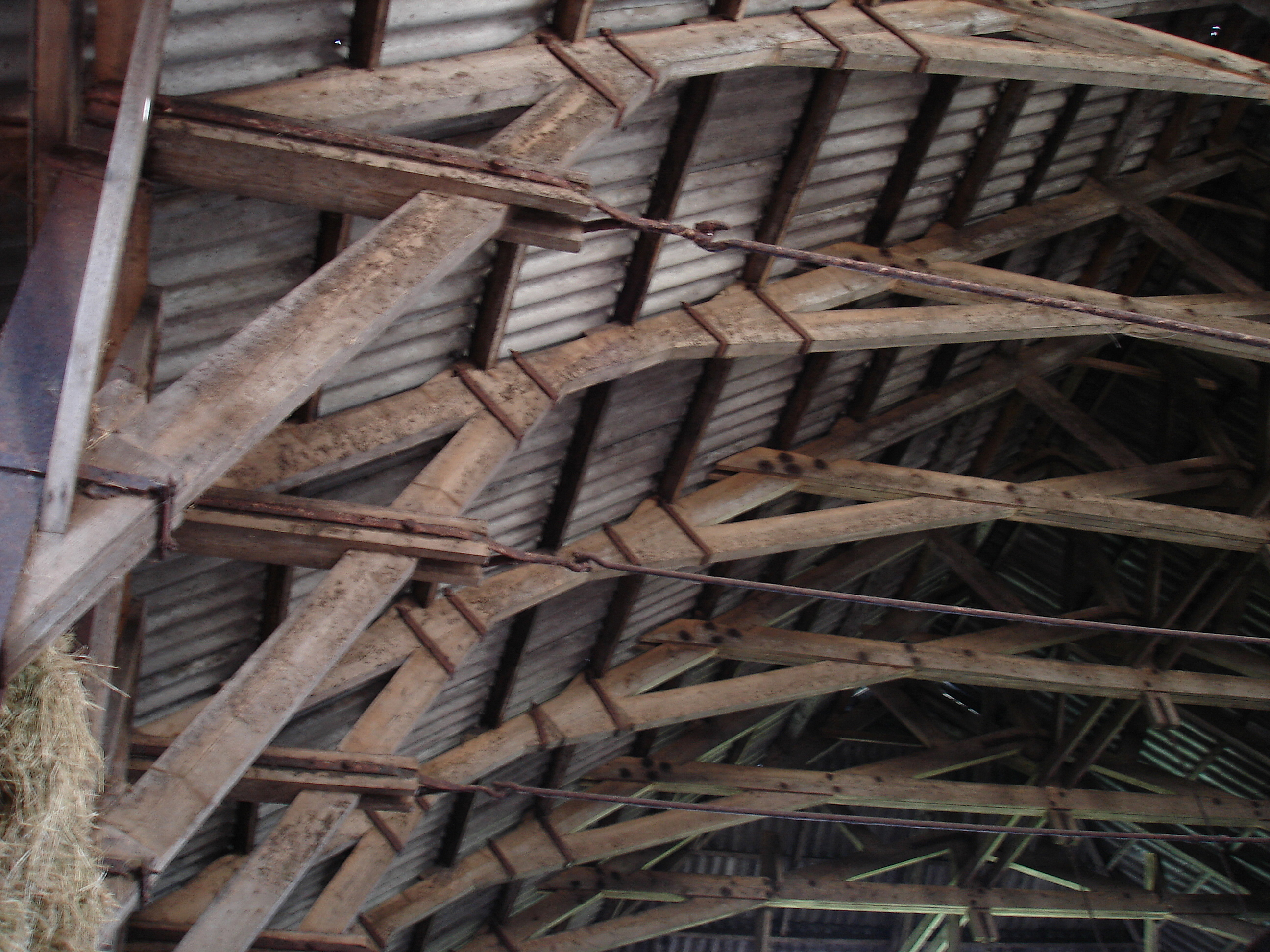
Association du bois et du métal forgé.

Une charpente est un assemblage d'éléments en bois, métal ou béton, servant à soutenir ou couvrir des constructions. C'est une ossature porteuse ponctuelle, par opposition à la structure linéaire que constitue un mur continu.
On désigne souvent par charpente l'ossature de poteaux et poutres qui reprend le poids de la couverture ainsi que les charges verticales (c’est-à-dire les forces verticales s'exerçant sur la charpente) telles que les surcharges climatiques (neige).
C'est le charpentier qui est chargé de la mise en place d'une charpente.
La « charpenterie » désigne aussi bien l'art du charpentier que le chantier de charpente.

## Un artisanat préhistorique
La Structure de Kalambo est la plus ancienne preuve de construction de charpente date de 476 000 ans avant le présent (avec une marge de plus ou moins 23 000 ans). Elle a été découverte en amont des chutes de Kalambo, en Zambie. Il s'agit d'un croisillon obtenu en posant un rondin de bois dans une entaille pratiquée dans un autre qui aurait servi de structure pour aménager un accès à l’eau ou pour isoler une habitation de l’humidité. Le charpentier auteur de cet ouvrage pourrait être un Homo rhodesiensis (autrefois dénommé Homo heidelbergensis),  qui serait l'ancêtre d’Homo sapiens en Afrique. Un fragment de planche datant de 780 000 ans a également été découvert sur le site paléolithique du Pont des Filles de Jacob en Israël.
En Europe, l'exemple connu le plus lointain date de -180 000 ans. Il s'agit d'un agencement de stalagmites dans la grotte de Bruniquel, dans le Tarn et Garonne, mis en place par l'Homme de Néandertal. Mais de nombreux outils de charpente en bois comme des épieux, des bâtons à fouir et des cales datant de moins de -400 000 ans suggèrent une activité bien plus précoce.

## Les bois de charpente
Les essences de bois utilisées pour la fabrication des charpentes traditionnelles sont nombreuses, de plus, elles varient considérablement d’une région à une autre et même d’une époque à l’autre : elles dépendent en partie des possibilités momentanées d’exploitation et d’approvisionnement. Dans ces conditions, il est difficile de donner une liste exhaustive des essences de bois utilisées, celle qui suit reste donc ouverte. Ainsi, les essences de bois principalement utilisées en charpenterie sont, pour des essences résineuses : le sapin, l'épicéa, le mélèze, le pin, le Douglas ; pour des essences feuillues caduques : le peuplier tremble, le châtaignier, l'orme, le chêne.
Avec une proposition de classification suivante, les résineux et les caducs, avec une progression dans les densités pour chaque catégorie.
- Gymnospermes : résineux (bois tendres) :
  - sapin blanc du Nord : résineux dont le bois de cœur et l’aubier ne sont pas distincts ; bois blanc mat se colorant très légèrement en rougeâtre vers le cœur ; aucun canal résinifère n’est visible sur une coupe transversale ; bois généralement tendre et relativement homogène ;
  - pin maritime : bois de cœur et d’aubier très distincts ; bois de cœur de couleur plus foncée et plus brune que celle du pin sylvestre ; bois d’espèce plus grasse ; aux odeurs plus prononcées et aux canaux résinifères très nombreux et visibles à l’œil nu (situés principalement en bordure du bois de printemps) ; les nœuds sont en général moyens ou assez gros et nettement plus foncés que le bois normal ; le bois d’été est délimité d’une manière franche par rapport au bois de printemps ;
  - pin sylvestre : bois de cœur et d’aubier très distincts ; bois de cœur d’une couleur rougeâtre marquée ; odeur prononcée de résine ; nombreux canaux résinifères ; ses nœuds sont en général assez petits et leur couleur est à peine plus foncée que le bois normal ;
  - Douglas : essence résineuse résistante aux insectes et aux champignons, même en milieu agressif (montagne, bord de mer…). L'aubier et le bois parfait sont bien distincts, l'aubier clair n'a pas les qualités de durabilité du duramen. La coloration allant de rosâtre à brun en fait un bois facile à reconnaître. Il est plus dur et plus dense que les autres essences de résineux. Les principales régions de production sont le Massif Central, les Alpes et le Jura. Sur pied, il est reconnaissable à ses aiguilles bleutées et aux poches de résines apparentes au niveau de l'écorce.
- Angiospermes : caducs (bois durs) :
  - chêne : bois de cœur et aubier distincts ; bois de cœur lourd, de couleur brun jaunâtre avec une odeur caractéristique de tanin ; aubier plus clair, peu résistant aux attaques des insectes et champignons ; rayons médullaires très marqués et très visibles sur les coupes en bout où ils se distinguent souvent mieux que les accroissements ;
  - châtaignier : comparable en beaucoup de points au chêne, il est caractérisé par l’absence d'aubier, de rayons médullaires et de maillures visibles ; analogue au chêne au point de vue mécanique et d’excellente conservation ; coloration plus rouge que celle du chêne.

Les arbres au feuillage caduc doivent être abattus en hiver pour être hors-sève. Les résineux peuvent être coupés toute l'année. Lorsque les branches de l'arbre sont coupées, on obtient une grume nette, de la taille de l'arbre. Cette opération s'appelle le façonnage. La grume est ensuite coupée dans sa longueur en différentes parties appelées billes.
Les billes sont ensuite débitées dans une scierie. En fonction du diamètre de la bille et de la qualité de son bois, le bois sera utilisé soit pour la charpenterie, soit pour la menuiserie, soit pour l'ébénisterie. La bille de pied est la partie de la grume allant du pied de l'arbre jusqu'aux premières branches.

## La charpente, le métier du charpentier

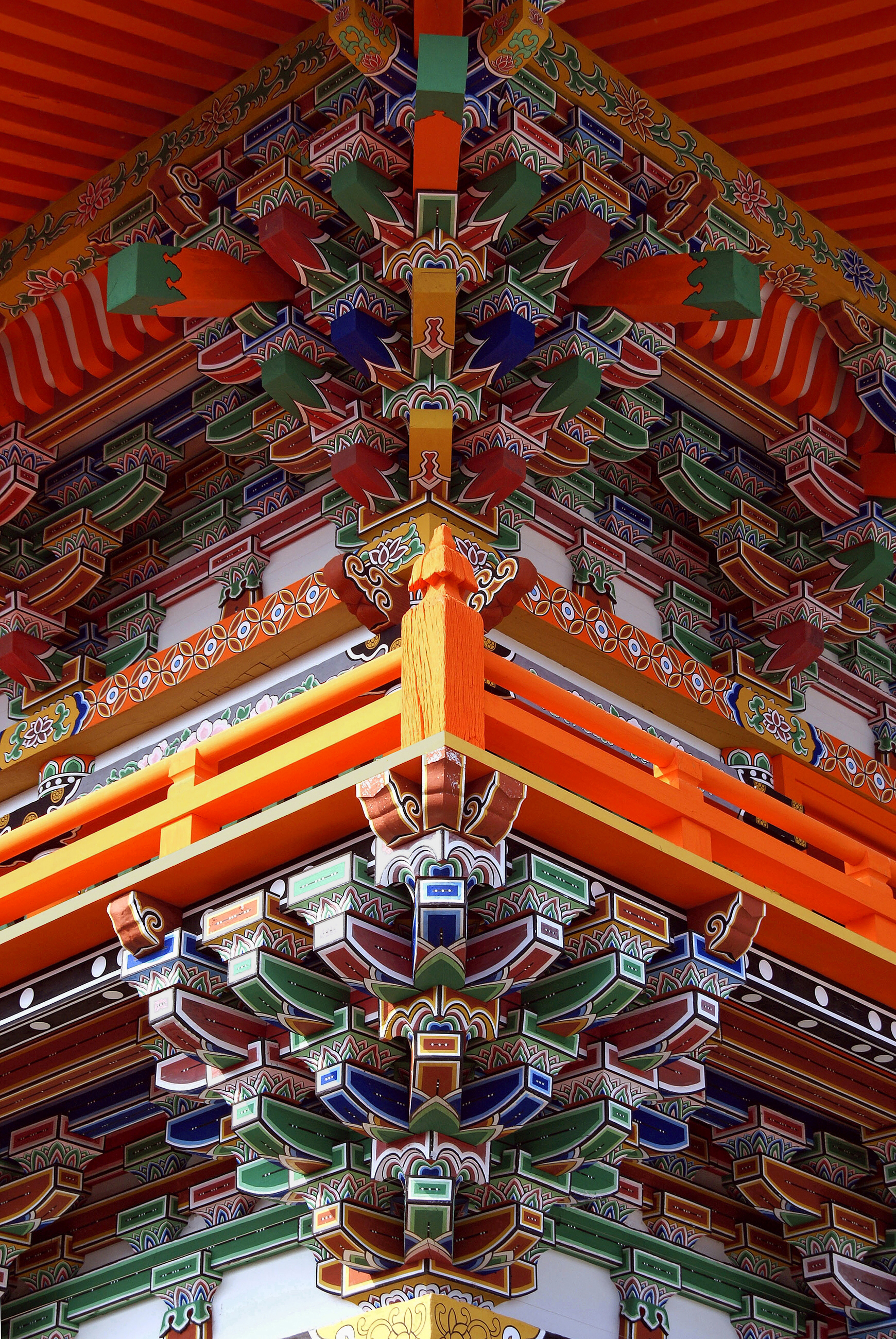
Pilier de temple surmontés de dougong colorés, province de Sagami (Japon).

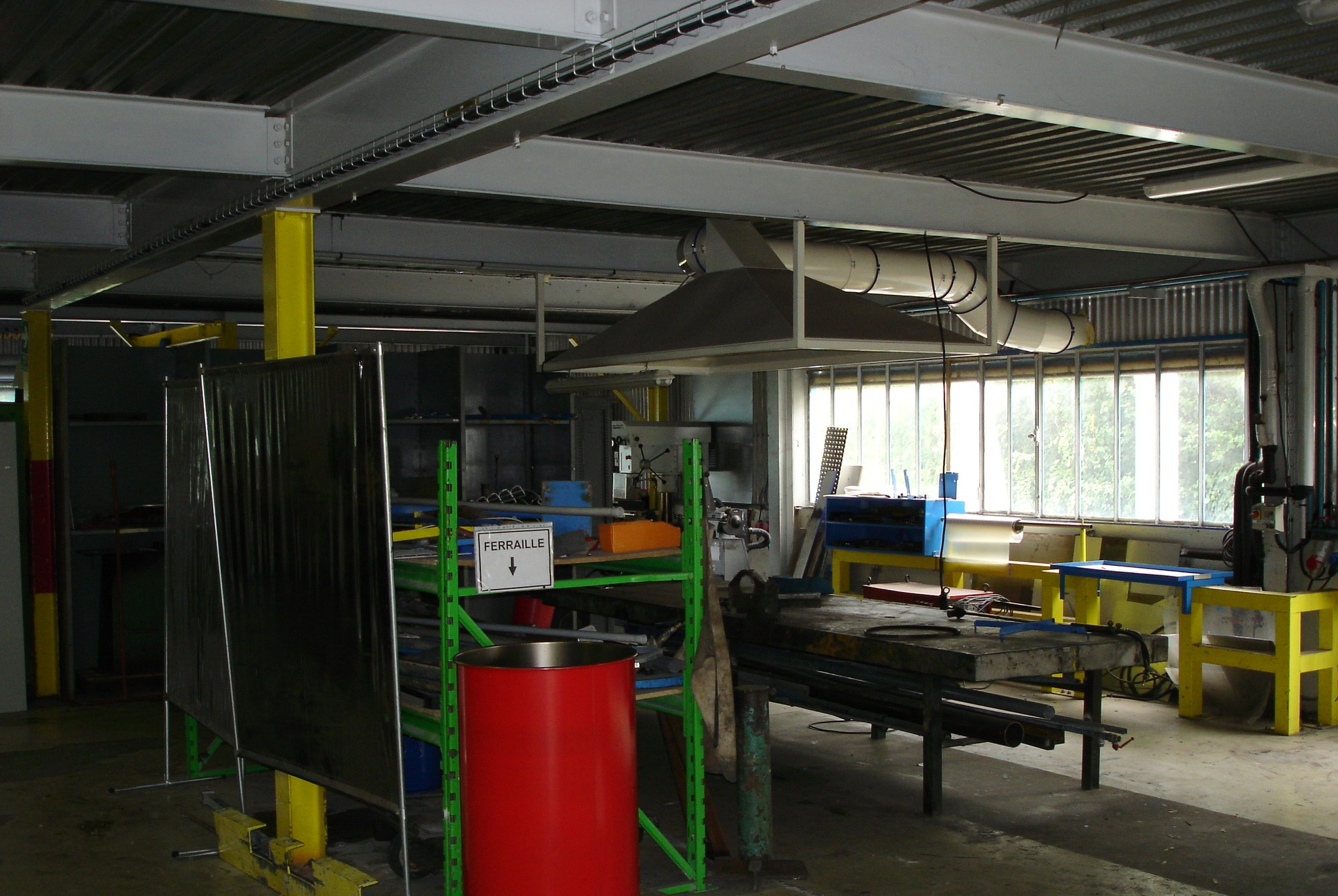
Charpente métallique d’un bâtiment industriel.

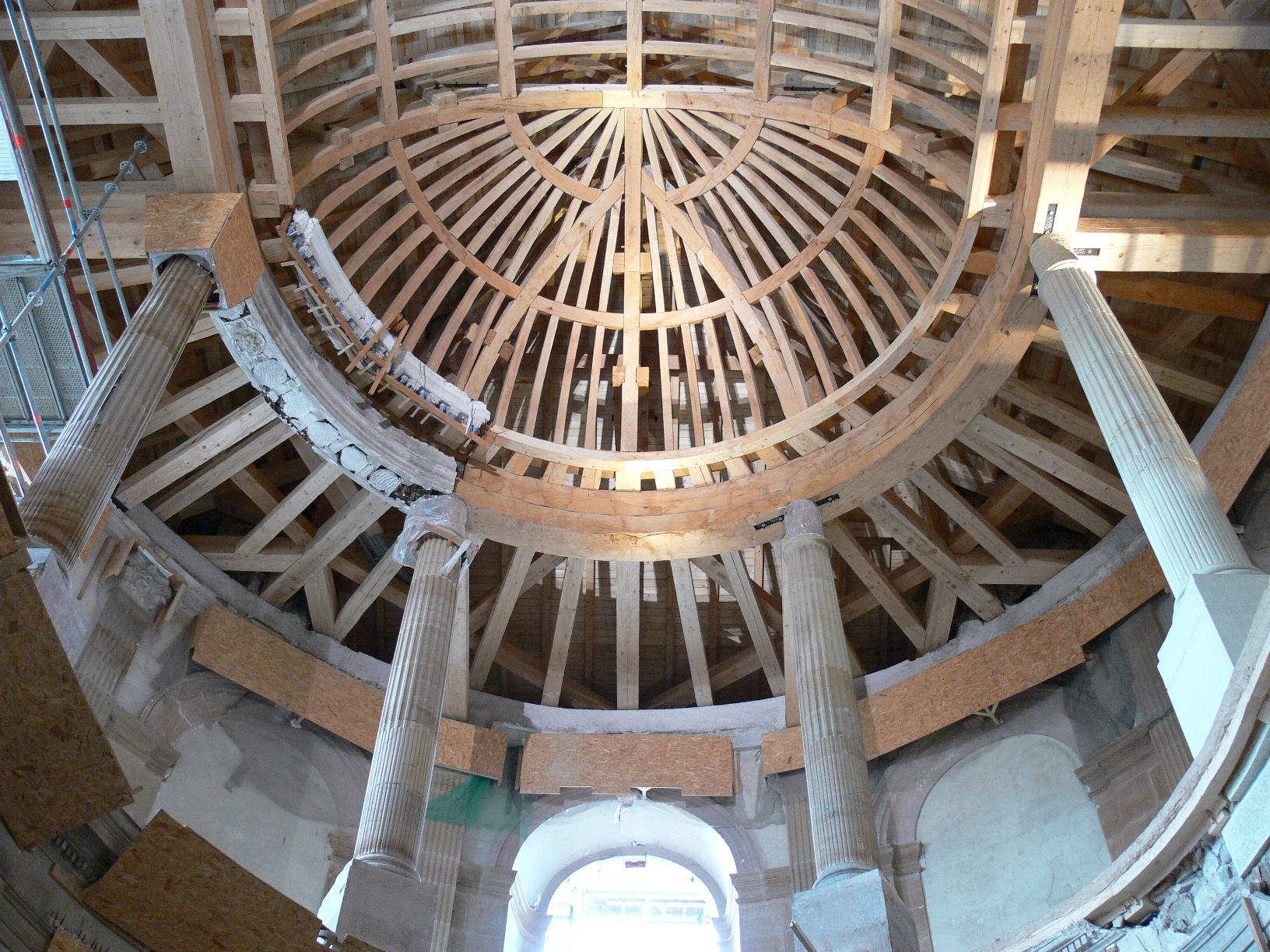
Chapelle du château de Lunéville.

La charpenterie est traditionnellement du ressort du charpentier, à l'origine un métier de bois. Avant la révolution industrielle qui voit d'autres matériaux se substituer au bois (fonte, fer forgé, acier, béton armé, etc.) ainsi que d'autres métiers se substituer au charpentier, les attributions du charpentier sont étendues. Citons :
- les charpentes de toiture ;
- les cintres provisoires employés dans l'élaboration des voûtes en maçonnerie[C 1], étais[C 2] et coffrages ;
- les pans de bois, constitutifs des murs[C 3] ;
- les planchers[C 3], partagés avec le menuisier ;
- les échafaudages[C 4] ;
- les escaliers[C 5], partagés avec le menuisier ;
- les machines, les engins, dont les grues[C 6], qui, jusqu'au XIXe siècle, sont quasi entièrement en bois ; n'oublions pas que l'Antiquité et le Moyen Âge ont brillé par l'emploi de machines de guerre construites en bois ;
- les ponts en bois[C 7] ;
- les fondations en pieux[C 8] de bois frettés ;
- les vannes des écluses et des étangs qui sont en bois[C 9] ;
- etc.

Hormis les bâtiments, ponts, barrages et autres ouvrages d'art qui peuvent être construits en bois, la charpenterie de marine qui s'occupe de bateaux en bois constitue une discipline sœur.
La menuiserie-charpenterie, spécialisée dans les pans de bois, est un savoir-faire inscrit à l'Inventaire du patrimoine culturel immatériel en France,.

## Terminologie
Les manières de construire diffèrent souvent d'un pays à l'autre, parfois d'une région à l'autre. De nombreuses cultures ont joué des formes et des couleurs permises par l'agencement des bois de charpente, murs et planchers. Il faut citer la charpente à pans de bois qui est une structure ponctuelle verticale, la charpente des planchers, ainsi que les murs massifs constitués soit de pièces d'empilage, soit (dans quelques pays nordiques) de pièces verticales juxtaposées. En Europe centrale, il existe des planchers massifs de bois, faits de pièces horizontales juxtaposées.
En France, la terminologie peut différer d'une région à l'autre, ce qui compromet la validité de certaines entrées de dictionnaire, lesquelles gardent toujours une valeur de référence.
Les Compagnons du Tour de France ont consacré plusieurs volumes de leur Encyclopédie des métiers à la charpenterie, ce qui constitue une source exceptionnelle, mais elle témoigne de la difficulté de désigner un terme « français » de charpente, lorsqu'il en existe tant (comparer le vocabulaire et les articles de cet ouvrage). Plus ancien, le Dictionnaire pratique de menuiserie, ébénisterie, charpente de J. Justin Storck, édité par feuillets jusqu'au début du XXe siècle et aujourd'hui réédité, donne aussi des indications précieuses sur les méthodes traditionnelles et fournit un point de vue sur la terminologie.
Voici quelques termes employés en charpenterie :

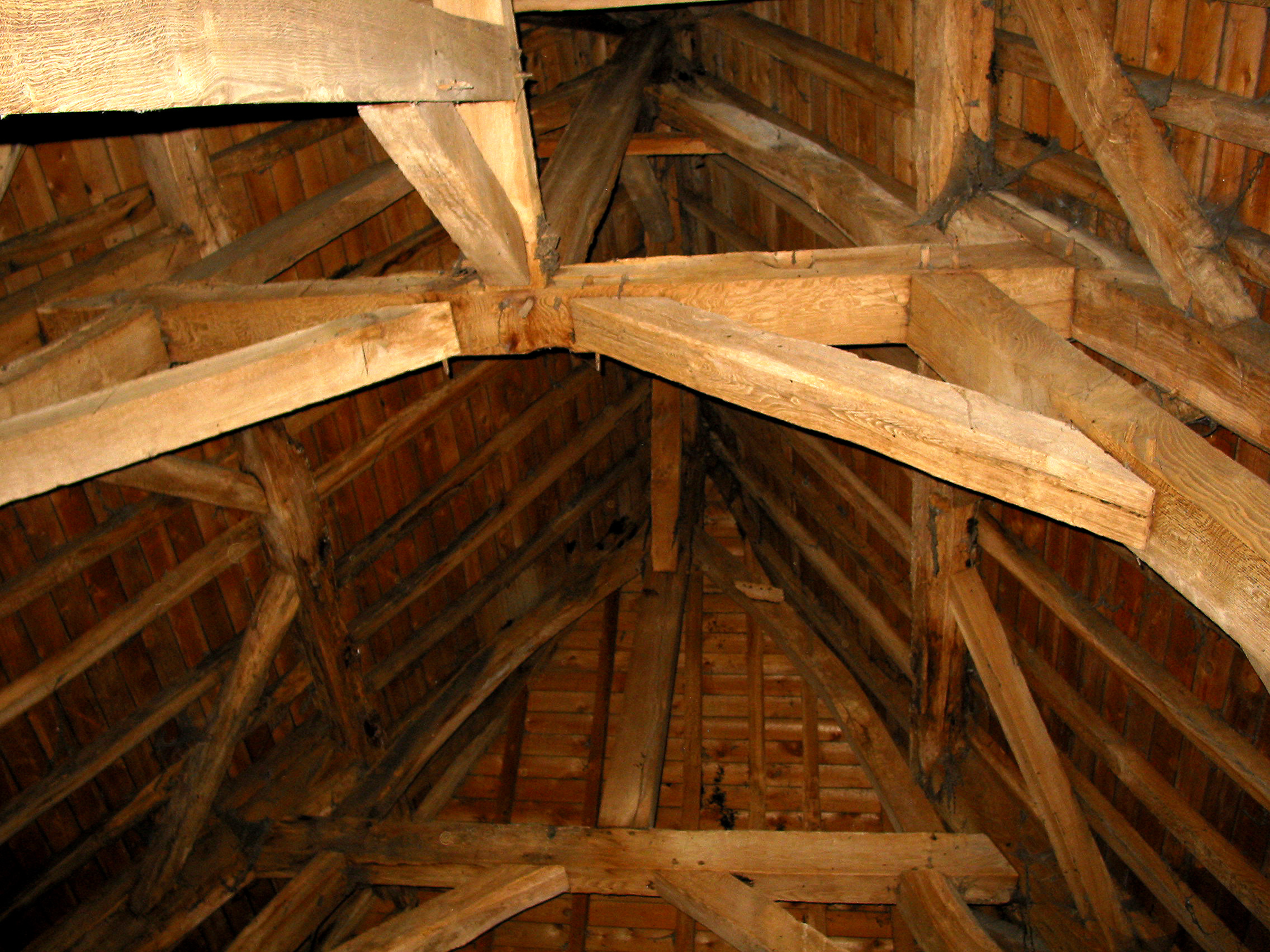
Charpente du château de Noville-les-Bois.

- About
- Aisselier
- Âme
- Arbalétrier
- Arêtier
- Blochet
- Charpente à courbes
- Chevêtre
- Chevron ou faux-comble
- Comble
- Comble à surcroît
- Comble brisé dit à la Mansart
- Contrefiche
- Contreventement
- Coyer
- Coyau
- Dé
- Échantignole
- Enrayure
- Entrait moisé
- Entrait ou tirant
- Entrait retroussé ou faux-entrait
- Faîtage
- Faîte
- Faux-entrait
- Ferme
- Ferme à une pente ou appentis
- Ferme en treillis
- Gousset
- Hourdis
- Jambe de force
- Jambe de force moisée
- jambette
- Lien
- Lien de faîtage
- Lierne ou sous-faîte
- Linçoir
- Lindier
- Moise
- Noue
- Panne
- Panne faîtière
- Panne sablière
- Pignon
- Poinçon
- Portée
- Poteau
- Poutre
- Sablière
- Solive
- Solive boiteuse
- Solive d'enchevêtrure
- Trémie
- Volige

## Charpente traditionnelle de toiture

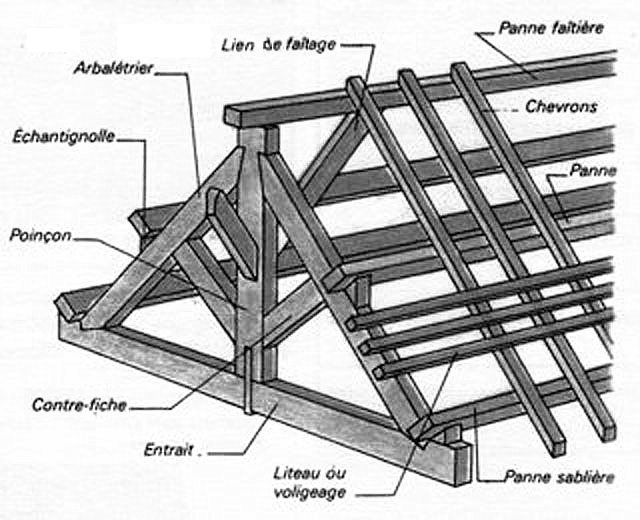
Vocabulaire de la charpente.

Principe : la charpente dite traditionnelle est constituée de fermes, de pannes et de chevrons. Une ferme est composée par l'assemblage de plusieurs pièces de bois massif. Les arbalétriers, l’entrait et le poinçon forment le réseau principal tandis que les contrefiches, les jambes de force, les diagonales et les potelets forment le réseau secondaire d'une ferme.
Les assemblages des parties constitutives de la ferme se font par embrèvement, boulonnage ou clouage.
La charpente de toiture est constituée de différentes pièces en bois ou en acier :
- la ferme constitue l'élément essentiel d'un comble d'une toiture. C'est elle qui transmet le poids général de la couverture aux porteurs verticaux (murs, poteaux…). Elle peut reposer sur des poteaux, sur les murs porteurs, sur les poutres maîtresses du plancher des combles, parfois sur la panne sablière ;
- les pannes sont les éléments de liaison entre les fermes. Il existe 3 types de pannes : la sablière, posée sur les murs ; les pannes ventrières positionnées en milieu de pan de toit et la panne faîtière, en haut de toit appelé le faîtage. C'est par elles que transitent les charges des chevrons vers les fermes. L'entraxe de panne dépend du type de conception de l'ouvrage, des charges de toiture et de la section de bois (ainsi que l'essence de celui-ci) ;
- un chevron répartit le poids de la toiture sur les pannes. Il est disposé dans le sens de la pente avec un entraxe (distance d'axe en axe) de 50 à 60 cm maximum, suivant le type de couverture. Les sections classiques sont de 11 × 8 cm, 7 × 6,3 cm et 5 × 4,5 cm (hauteur × largeur) ;
- les liteaux sont posés sur les chevrons pour recevoir le ou les matériaux de couverture (Exemple: couverture en ardoises non clouées sur volige, mais retenues par des crochets métalliques ou tuiles).

Les combles sont protégés des déformations dues à diverses contraintes, permanentes ou occasionnelles, par diverses pièces de « contreventement ». Ainsi, la ferme peut être plus ou moins rigidifiée par diverses pièces de triangulation appelées en termes de charpentes de bois des « aiguilles » : par exemple des « poinçons », « contrefiches », « jambes de force », « blochets », etc. Dans le sens longitudinal, les fermes sont contreventées par diverses pièces qui les relient entre elles obliquement ou qui les relient aux pannes, ou relient encore les pannes entre elles. La précision des assemblages joue un rôle déterminant dans la charpente.

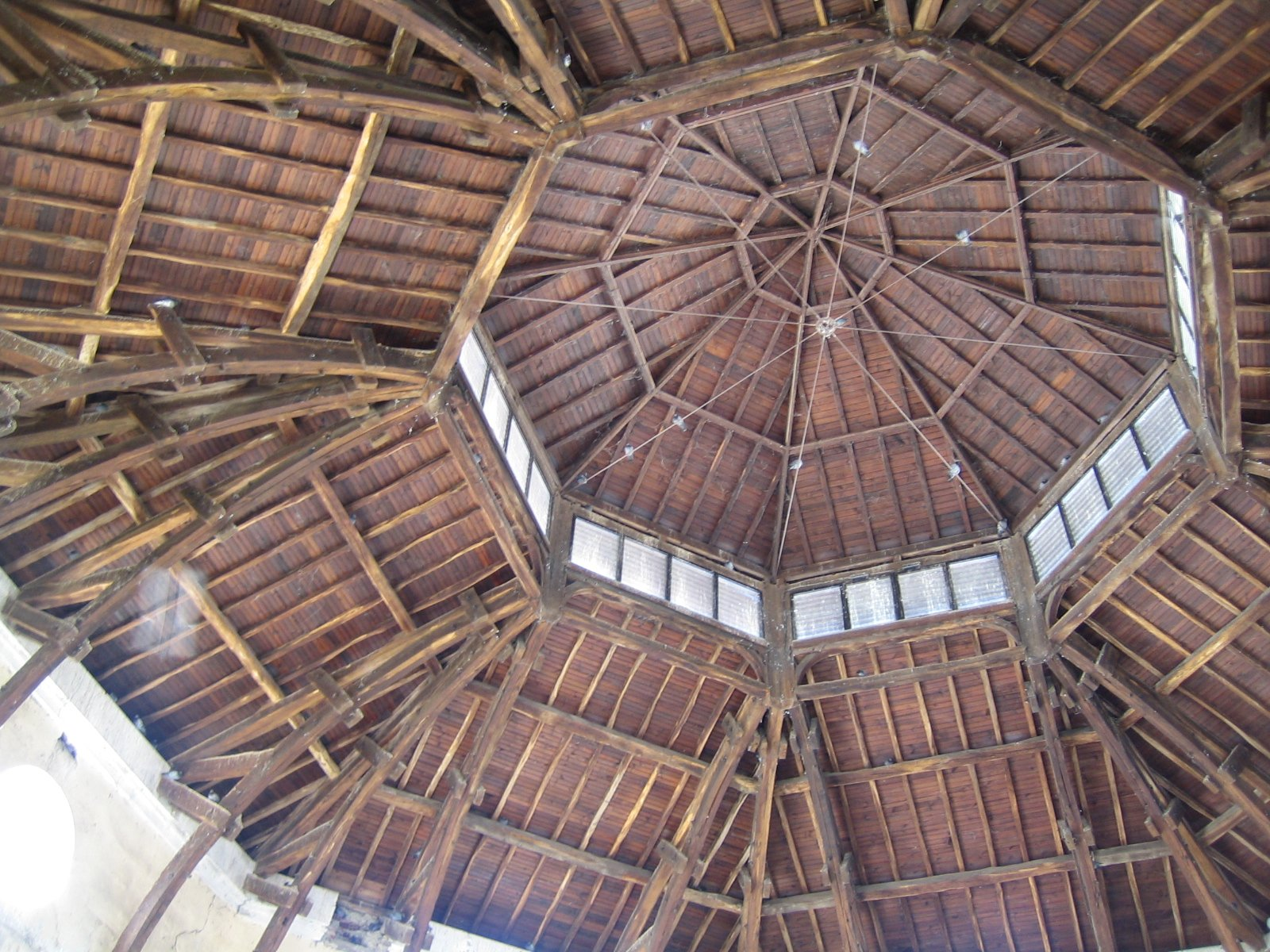
Charpente complexe d'une halle aux grains (Aire-sur-Adour).

Ceci est le cas en France de la charpente en bois contemporaine à tendance traditionnelle. Historiquement, les charpentes de bois étaient constituées dans certaines régions de « chevrons formant ferme », autrement dit de petites fermes constituées à chaque paire de chevrons, ne demandant pas des pièces de section trop importante. Dans ce cas, les paires de ces « chevrons-arbalétriers » peuvent être plus espacées. Cette disposition, qui a pratiquement cessé en France à la fin du Moyen Âge, a perduré jusqu'au XXe siècle en Europe centrale, et aboutit à la charpente contemporaine de « fermettes », constituée sur le même principe, mais avec des pièces de plus faible épaisseur et des assemblages industriels.
Une charpente est, la plupart du temps, conçue suivant les méthodes de l'entreprise, soit par méthode traditionnelle (épure), soit par CAO. Le dessin de la charpente généralement réalisé au 1/10 ou en taille réelle, est appelé épure. Il permet de retrouver les assemblages nécessaires ainsi que les cotes et les angles des pièces à réaliser.

## Charpente métallique

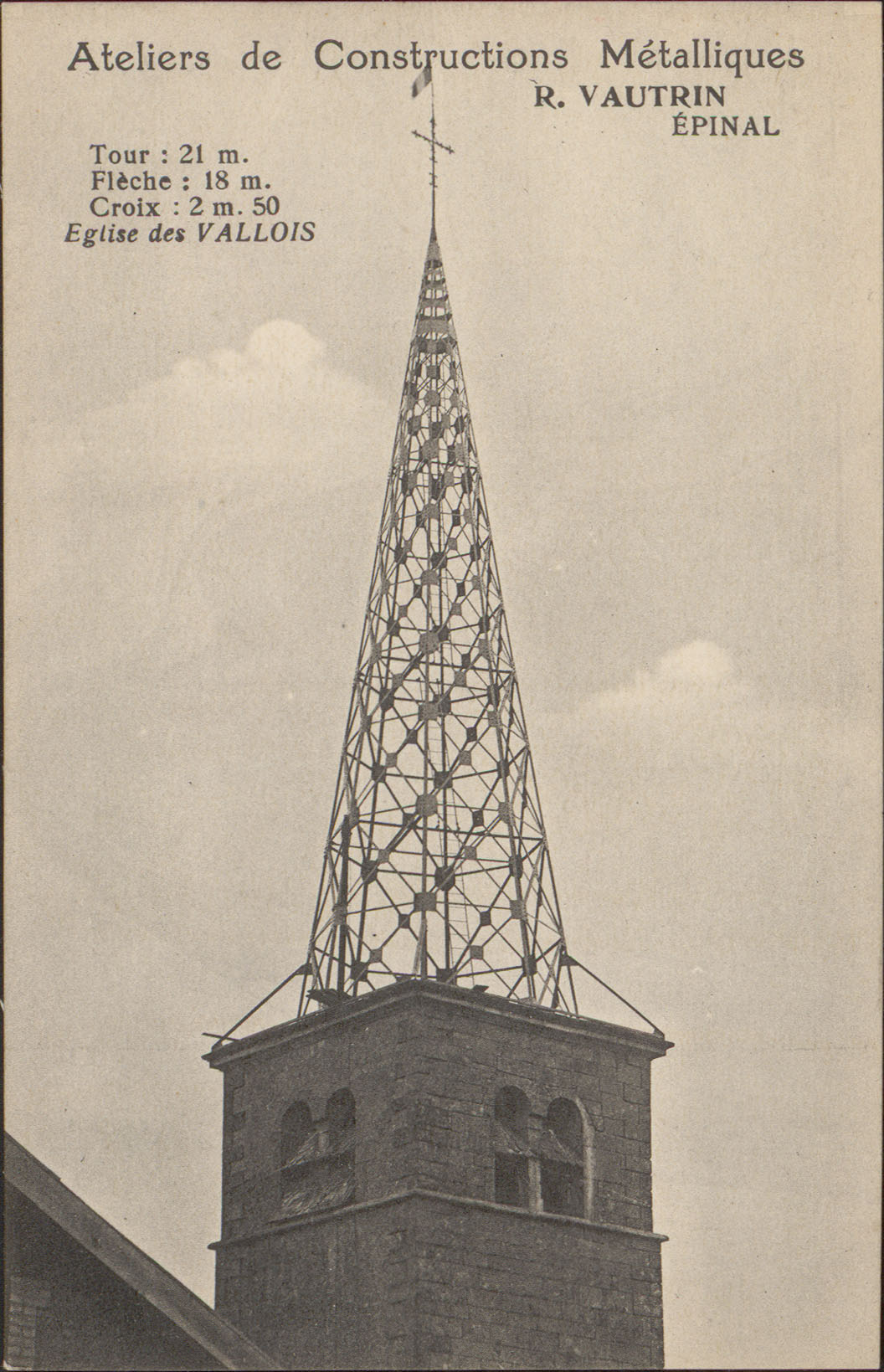
Charpente métallique du clocher de l'église Saint-Michel (Les Vallois).

La charpente métallique concurrence la charpente en bois dans presque tous les domaines. La construction d'ouvrages de grande portée est simple. La grande majorité des bâtiments industriels est réalisée avec des charpentes métalliques, notamment pour des questions de coût. Les charpentes métalliques résistent au feu moins longtemps que celles en bois car les caractéristiques mécaniques chutent brutalement en cas d'élévation de température alors que le bois inflammable et combustible perd sa solidité plus graduellement par perte d'épaisseur. Ceci peut imposer une protection au feu spécifique des charpentes métalliques suivant les usages, par un doublage incombustible (isolants, plaques de plâtre) ou par un revêtement intumescent.

## Charpente béton
La charpente en béton, contrairement à la charpente en bois ou en métal, résiste aux incendies.
Elle présente des performances thermiques, acoustiques ou structurelles selon le type de béton employé (armé, léger, précontraint).

## Charpente à fermettes industrielles
Les fermettes peuvent être considérées comme des chevrons renforcés par triangulation. Elles sont fabriquées généralement avec des pièces de bois en 36 mm d'épaisseur (1'1/2) et assemblées à l'aide de connecteurs métalliques. Ce type de charpente consiste à transmettre les charges de toiture aux murs porteurs par l'intermédiaire de fermes disposées tous les 60 ou 90 cm environ. L'élancement : rapport entre la hauteur et l'épaisseur de la ferme étant très grand, cela impose de stabiliser les fermes par un sous-système de barres perpendiculaire appelé contreventement et anti-flambage.[pas clair]
La pose d'une charpente industrialisée requiert très peu de temps. Les avantages de ce type de charpente sont le faible coût et un très bon rapport résistance/légèreté. Ces structures sont également utilisées en dehors de la toiture pour, par exemple les coffrages de béton, les échafaudages ainsi que des ouvrages provisoires de support de projets industriels. Les profils et formes sont presque infinis, ce qui permet d'obtenir des toits très variés.
Pour la construction d'habitation, les portées sont comprises entre 8 et 15 m. Des portées de 25 m peuvent être atteintes pour les bâtiments agricoles ou industriels en utilisant des sections de bois plus importantes, cela implique des techniques d’assemblage spécifiques.

## Charpentes en lamellé-collé
Cette technique consiste à reconstituer des équarrissages à partir de lamelles de bois de faible section, collées entre elles.
Le domaine d'application comprend les :
- bâtiments à usage public ;
- bâtiments de grande portée ;
- milieux agressifs (chimique, teinturier, stockage céréalier, piscines, etc.) ;
- ponts.

Du fait d'une vitesse de combustion assez lente et constante (2 h 30), les structures en bois lamellé-collé ont une grande résistance au feu.
Enfin, il faut savoir que les arcs de ces charpentes sont élaborés par collage à contrefil et contre-cœur de pièces de bois, de façon à répartir le travail du lamellé-collé sur toute la pièce.

## Charpente en résille losangique ou lamelles Zollinger

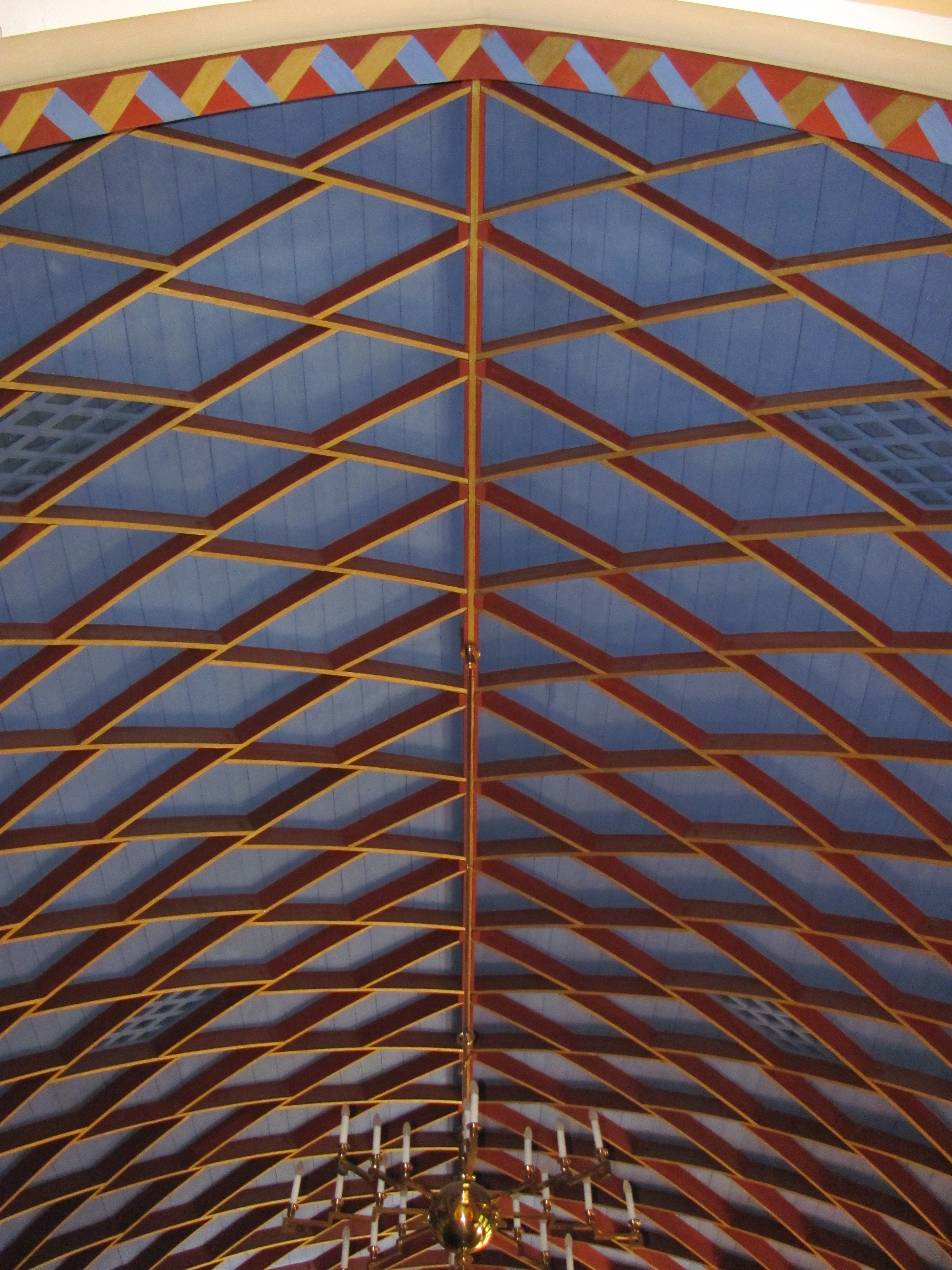
Plafond intérieur en charpente Zollinger.

L'architecte allemand Friedrich Zollinger (de) fait breveter en 1923 ce type de charpente, également appelé charpente en nid d'abeille. Cette sorte de charpente ne nécessite pas de poutre mais une multitude de planches de petite longueur. Le toit construit ainsi, appelé toit Zollinger (de), est de forme similaire au toit en carène et en partage les avantages en termes de volume utilisable.

## L'étude des forces sur une charpente

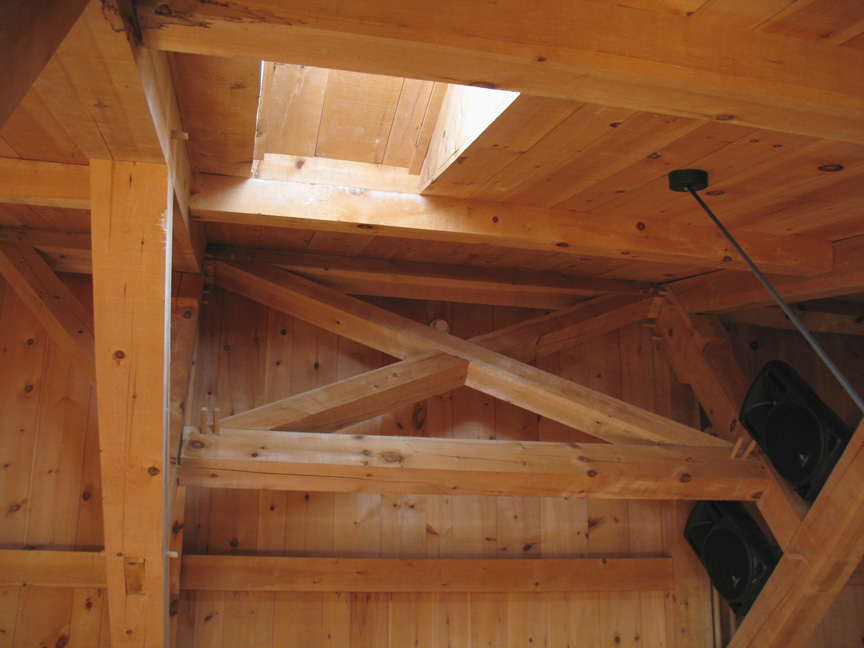
Croix de Saint-André du moulin des Jésuites à Québec évitant les déformations de la charpente.

On peut définir plusieurs déformations pouvant apparaître sur une pièce d'une charpente : l'allongement/raccourcissement, le flambage, la flexion.
L'allongement/raccourcissement est dû au travail de la pièce en traction/compression. C'est-à-dire lorsque l'effort s'exerce dans l'axe de la pièce.
Lors de la compression d'une pièce longue (exemple : poteau, arbalétrier), la pièce peut fléchir. Apparaissent alors des efforts perpendiculaires à l'axe de la pièce qui amplifient le phénomène : c'est le flambage ou flambement.
La flexion est l'apparition d'une courbure (flèche) sur une pièce, due à un effort perpendiculaire à l'axe de la pièce ; par exemple le poids de la pièce sur des éléments horizontaux tels un solivage, une panne ou un chevron.
La torsion est la déformation d'une poutre due à un moment dont la direction est confondue avec l'axe de la pièce.

## Assemblages en charpente

### Assemblages traditionnels

#### Assemblage par tenon mortaise
L'assemblage par tenon mortaise consiste à solidariser 2 éléments dans une position ou l'extrémité de l'un se positionne contre le chant (le côté) de l'autre ; il s'agit d'effectuer sur le 1er un usinage qui consiste à enlever le tiers de l'épaisseur de chaque côté de l'extrémité de l'élément qui se finit ainsi par une languette (un tenon) qui est constituée de la partie centrale de l'extrémité de la pièce de bois ; il s'agit d'effectuer sur le 2e un usinage qui consiste à effectuer sur le chant (le côté de l'élément) une fente (une mortaise) dont l'épaisseur et la largeur correspondent à l'épaisseur et la largeur du tenon. Cette fente (mortaise) doit être d'une profondeur au minimum légèrement supérieure à la longueur du tenon. La profondeur d'une mortaise peut être de la totalité de la largeur de l'élément, dans ce cas la mortaise (la fente) traverse l'élément de part en part. On vient ensuite glisser l'extrémité du 1er élément (le tenon) dans la fente (la mortaise) qui se trouve sur le côté (le chant) du 2e élément, les 2 éléments ainsi emboîtés pourront être solidarisés avec de la colle, des pointes, une cheville ou autres…

#### Assemblage par cheville bois
L'assemblage par cheville bois consiste à solidariser 2 éléments en effectuant d'abord un usinage tenon et mortaise sur les 2 éléments à assembler, puis à assembler le tenon et la mortaise. Il faut ensuite effectuer 1 ou 2 perçages au niveau de l'assemblage, perçages appelé aussi enlaçure dont l'axe du percement est à 1,5 fois le diamètre de la cheville donc la couture (partie pleine entre le percement et l'arasement ou chant est de même valeur que le diamètre de la cheville. Ces perçages traversent totalement l'épaisseur de l'élément comportant la mortaise en passant par le tenon (qui se trouve sur le 2e élément). On vient ensuite glisser (en force) une pièce de bois cylindrique dans les perçages qui se trouvent alignés (car une fois que le tenon se trouve glissé dans la mortaise, le perçage qui se trouve de part en part de l'élément comportant la mortaise se trouve alors aligné avec le perçage qui se trouve à travers l'épaisseur du tenon) ; cette pièce de bois cylindrique s'appelle une cheville (cheville bois) faite généralement en acacia. Elle doit être d'un diamètre légèrement supérieur au perçage dans lequel elle s'insère et doit dépasser de chaque côté de l'assemblage. La cheville bois doit être en bois dur mais souple. Ainsi grâce au chevillage, l'assemblage tenon/mortaise se trouve verrouillé en force.

#### Embrèvement
- Embrèvement à Tenon et Mortaise (menuiserie) ;
  - variante : embrèvement en fourchette (double tenon et double mortaise).
- Assemblage à rainure et languette ;
  - Variante : embrèvement à rainure.

#### Queue d'aronde
La queue d'aronde est ce que l'on appelle une « clé » en charpente. Quand une poutre prend appui sur une autre sur le même plan et la rencontre perpendiculairement, plutôt qu'utiliser une coupe « à mi-bois » (peu esthétique), on coupe l'extrémité de la poutre en y laissant un U légèrement évasé et sur la poutre porteuse (receveuse de la première), l'égal opposé. De cette façon, il suffit d'emboîter la poutre par le dessus et aucune découpe n'est apparente.

#### Entures
L'assemblage en enture est une entaille traversant toute la largeur de la pièce de bois à mi-bois (moitié évidée moitié pleine), à tiers bois (un tiers évidée deux tiers pleine), ou quart bois (un quart évidée trois quarts pleine), l'évidemment (action d'enlever de la matière) se fait sur l'épaisseur de la pièce (partie la plus fine d'une pièce de bois). L'enture peut être droite ou biaise, c'est-à-dire que l'entaille peut être perpendiculaire à la longueur de la pièce de bois ou bien de faux équerrage.
Les entures sont faites sur des pièces de niveau donc c'est-à-dire que les pièces sont mis à plat.
À ne pas confondre avec les entaillures qui sont faites sur des pièces d'aplomb c'est-à-dire droite comme un « i ».
Les pièces venant dans les entures sont appelés des entablures. Les entablures sont la partie mâle de l'assemblage.
Les entablures sont toujours faites en extrémité des pièces de bois tandis que les entures et les entaillures sont faites entre les extrémités de la pièce de bois

#### Mi-bois
L'assemblage à mi-bois consiste à entailler chacune des deux pièces de bois à assembler, en supprimant la moitié de l'épaisseur de chaque pièce du côté de l'intérieur de l'assemblage et cela sur la dimension de la surface de chevauchement des pièces ; ainsi, au niveau du chevauchement des pièces, chacune constitue la moitié de l'épaisseur total de l'assemblage, et les pièces de bois arrivent à affleurements l'une de l'autre de chaque côté de l'assemblage.
Une variante consiste (lorsque l'entrait d'une ferme est constitué de deux pièces de bois qui se trouvent de part et d'autre du poinçon et des arbalétriers et que le poinçon est d'une épaisseur supérieur à l'épaisseur des arbalétriers), à entailler le poinçon de façon à ne lui laisser que l'épaisseur des arbalétrier ainsi, chaque pièce de l'entrait (de part et d'autre de la ferme), s'assemble avec le poinçon en ayant une partie de son épaisseur incrustée à l'épaisseur du poinçon.

### Assemblages mécaniques

#### Connecteurs en plaques
Palette